# Patagonotothen
Patagonotothen is een geslacht van straalvinnige vissen uit de familie van ijskabeljauwen (Nototheniidae).

## Soorten en ondersoorten
- Patagonotothen brevicauda 
  - Patagonotothen brevicauda brevicauda (Lönnberg, 1905)
  - Patagonotothen brevicauda shagensis Balushkin & Permitin, 1982
- Patagonotothen canina (Smitt, 1897)
- Patagonotothen cornucola (Richardson, 1844)
- Patagonotothen elegans (Günther, 1880)
- Patagonotothen guntheri (Norman, 1937)
- Patagonotothen jordani (Thompson, 1916)
- Patagonotothen kreffti Balushkin & Stehmann, 1993
- Patagonotothen longipes (Steindachner, 1876)
- Patagonotothen ramsayi (Regan, 1913)
- Patagonotothen sima (Richardson, 1845)
- Patagonotothen squamiceps (Peters, 1877)
- Patagonotothen tessellata (Richardson, 1845)
- Patagonotothen thompsoni Balushkin, 1993
- Patagonotothen wiltoni (Regan, 1913)